# Lorditomaeus ferreri
Lorditomaeus ferreri är en skalbaggsart som beskrevs av Bordat 1997. Lorditomaeus ferreri ingår i släktet Lorditomaeus och familjen Aphodiidae. Inga underarter finns listade i Catalogue of Life.